# Kedrostis pseudogijef
Kedrostis pseudogijef är en gurkväxtart som först beskrevs av Ernest Friedrich Gilg, och fick sitt nu gällande namn av Charles Jeffrey. Kedrostis pseudogijef ingår i släktet Kedrostis och familjen gurkväxter. Inga underarter finns listade i Catalogue of Life.